# Franz IV. (Modena)

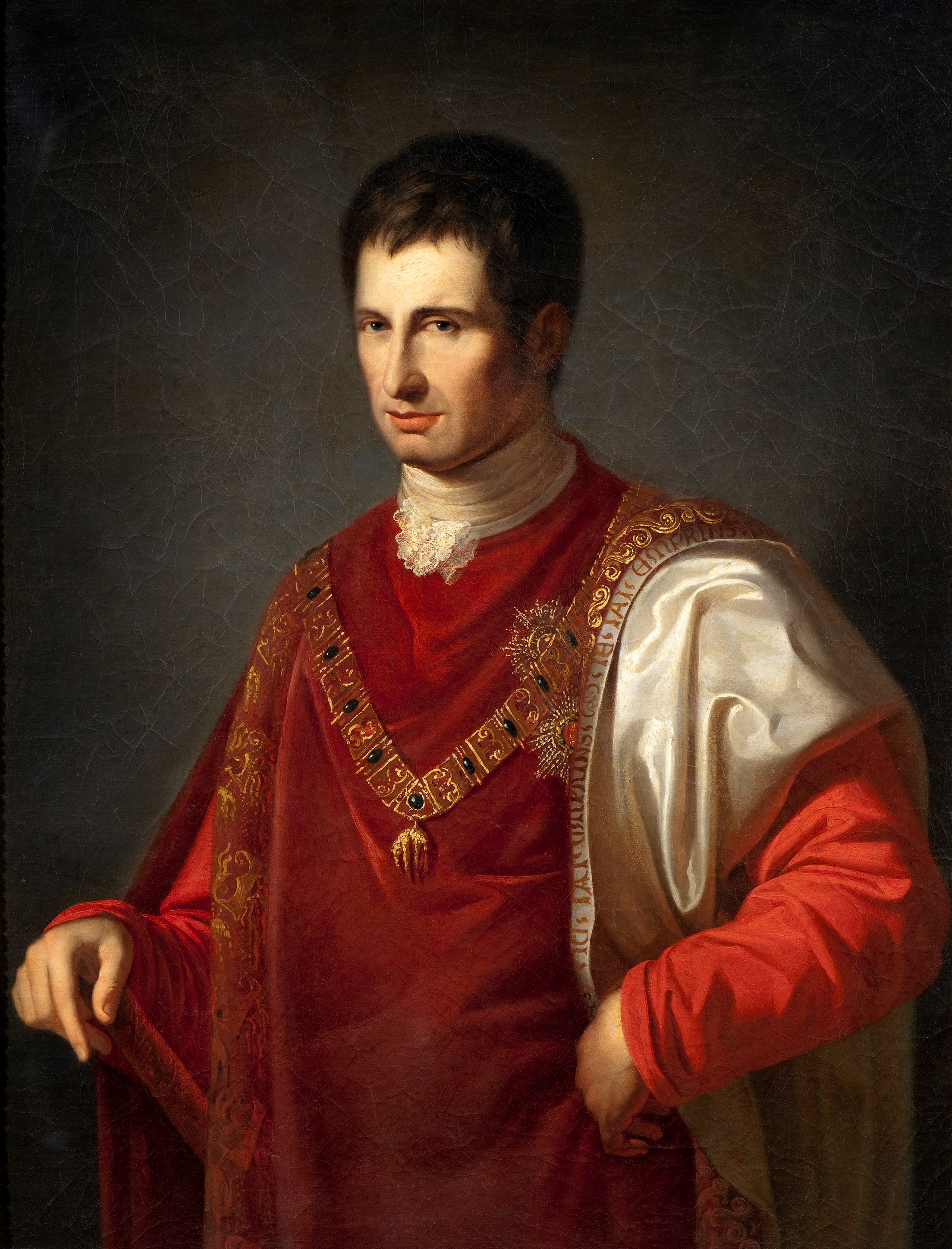
Franz IV., Herzog von Modena

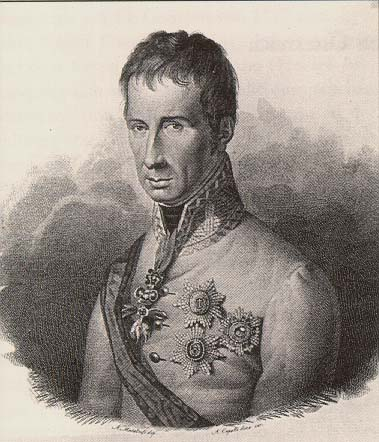
Erzherzog Franz (IV.) von Österreich, der spätere Herzog von Modena

Franz IV. Joseph Karl Ambrosius Stanislaus (* 6. Oktober 1779 in Mailand; † 21. Januar 1846 in Modena), Erzherzog von Österreich aus der Linie Österreich-Este, war von 1814 bis 1846 regierender Herzog von Modena und Reggio.

## Leben
Franz war der Sohn von Erzherzog Ferdinand von Österreich und  Maria Beatrix von Este, der Erbtochter des letzten Herzogs von Modena Ercole III. Da sein Vater 1806 gestorben war, gelangte Franz durch die Bestimmungen des Wiener Kongresses 1815 zur Erbfolge im Herzogtum Modena und folgte seiner Mutter 1829 in den Herzogtümern Massa und Carrara.
Franz IV. war von Feindschaft gegen die Revolution erfüllt und regierte im Geist des Absolutismus. Er befürchtete allenthalben Verschwörungen und verfolgte ab 1821 die Carbonari. Als 1830 die Julirevolution die Herrschaft der französischen Bourbonen beendete, weigerte sich Franz, die Herrschaft des Bürgerkönigs Ludwig Philipp anzuerkennen. Außerdem unterstützte er Don Carlos als legitimen König von Spanien und gewährte Dom Miguel eine Freistätte an seinem Hof.
Einen vorbereiteten Aufstand dämpfte er 1831 durch Verhaftung der Verschwörer; gegen weitere an verschiedenen Orten drohende Aufstände suchte er in Wien Hilfe und ließ alle Verhafteten zum Tod oder zu den Galeeren verurteilen. Vor allem das Junge Italien war von Repressalien betroffen. Franz war auch General der Kavallerie in der österreichischen Armee.
Aufgrund kritischer Berichterstattung britischer Zeitungen über seine Regierung kam es zum Konflikt zwischen Franz IV. und Großbritannien und schließlich zum Abbruch der diplomatischen Beziehungen durch London.

## Nachkommen
Franz IV. war seit 1812 mit Beatrix, der Tochter des Königs Viktor Emanuel von Sardinien, vermählt. Von seinen Töchtern war die ältere, Therese, die Gemahlin des Grafen von Chambord, die jüngere, Marie, war die des spanischen Prätendenten Juan. Ihm folgte sein Sohn Franz V.
- Maria Theresia (1817–1886) ⚭  Henri d’Artois, comte de Chambord (1820–1883), dem letzten französischen Bourbonen in männlicher Linie
- Franz V. (1819–1875) ⚭ Adelgunde Auguste von Bayern (1823–1914), Tochter von König Ludwig I.
- Ferdinand (1821–1849)[1] ⚭ Erzherzogin Elisabeth Franziska Maria von Österreich (1831–1903), Tochter von Joseph Anton Johann von Österreich
- Maria Beatrix (1824–1906) ⚭ Johann Infant von Spanien (1822–1887), als Juan III. carlistischer Thronprätendent